# Gilroy (Kalifornija)
Gilroy je grad u američkoj saveznoj državi Kalifornija. Prema popisu stanovništva iz 2010. u njemu je živjelo 48.821 stanovnika.